# Georg Gottlieb Burchardi
Georg Gottlieb Buchardi var en boktryckare av tyskt ursprung, verksam i Sverige under 1600-talet.
Buchardi var ursprungligen bokhandlare men satte 1693 upp ett tryckeri, och erhöll privilegium på att få trycka den nya psalmboken. Han kom att trycka flera uppmärksammade utgåvor, bland annat psalmboksupplagan i kvartoformat utgiven 1697. År 1708 sålde han tryckeriet till Johan Henrik Werner och J.G. Matthias.